# 三联水库
三联水库是中国吉林省四平市伊通满族自治县境内的一座水库，位于干沟河上，建于1975年。水库正常库容为756万立方米，集雨面积为90平方千米，海拔为246.6米。